# Wanda Rutkiewicz
Pour les articles homonymes, voir Rutkiewicz.
Wanda Rutkiewicz, née le 4 février 1943 à Plungė (Lituanie) et disparue le 12 mai 1992 au Kangchenjunga, est une alpiniste polonaise considérée comme l'une des meilleures alpinistes féminines. Elle a atteint 8 des 14 sommets de plus de 8 000 mètres ; elle est la troisième femme et la première européenne ayant gravi l'Everest.

## Biographie
Wanda Rutkiewicz naît à Plungė en Lituanie et après la Seconde Guerre mondiale, sa famille choisit de rejoindre la Pologne et s'installe à Wrocław. Elle obtient son diplôme d'études secondaire à dix-sept ans et un diplôme de maîtrise à la faculté d'électronique de l'École polytechnique de Varsovie à vingt-deux ans.
Rutkiewicz commence à grimper à l'âge de dix-huit ans et parcourt les Tatras en toutes saisons en se familiarisant avec les crampons et les piolets. Elle participe ensuite à un grand nombre d'expéditions en Norvège, en France, au Pamir, en Afghanistan. En 1975, elle conduit une expédition au Pakistan sur le Gasherbrum II et le Gasherbrum III, le plus haut sommet vierge de l'époque. L'année suivante, elle dirige avec Matthias Gradnitzer une expédition au Nanga Parbat. En 1978, avec ses compatriotes Krystyna Palmowska, Anna Czerwińska et Irena Kesa, elle devient la première femme à réussir une ascension hivernale de la face nord du Cervin.
Wanda fait partie de l'expédition internationale montée par Maurice Barrard en juin 1986 visant à atteindre le sommet du K2. Elle est la première femme à atteindre le sommet du K2, le 23 juin 1986, suivie une heure plus tard par Liliane Barrard. Wanda redescend à temps après avoir bivouaqué au-dessus de 8 000 m, laissant derrière elle le couple Barrard qui trouve la mort en se perdant.
Elle disparaît le 12 mai 1992 lors de sa tentative d'ascension du Kangchenjunga via la route de la face Sud-Ouest quelque part au-dessus de 8 000 m d'altitude. Son compagnon de cordée, Carlos Carsolio, parti en même temps qu'elle du camp IV, atteint le sommet après une laborieuse ascension dans une neige profonde. Il croise sur le retour Wanda Rutkiewicz vers 8 300 m d'altitude. Malgré l'après-midi bien avancée et l'absence d'équipements ad hoc, elle préfère bivouaquer pour mieux repartir le lendemain. Disparue depuis lors, son corps n'a pas été retrouvé.

## Ascensions

### Grands sommets himalayens
- 1978 - Everest, le 16 octobre
- 1985 - Nanga Parbat, le 15 juillet
- 1986 - K2, le 23 juin (première femme au sommet)
- 1987 - Shishapangma, le 18 septembre
- 1989 - Gasherbrum II, le 12 juillet
- 1990 - Gasherbrum I, le 16 juillet
- 1991 - Cho Oyu, le 26 septembre (solo)
- 1991 - Annapurna, le 22 octobre (solo, face Sud)

### Autres ascensions
- Voie Knubel à l'aiguille du Grépon
- 1968 - Première féminine du pilier est du Trollryggen (Norvège) avec Halina Krüger
- 1970 - Pic Lénine
- 1972 - Nowshak
- Deuxième ascension du pilier nord de l'Eiger
- 1975 - Première ascension du Gasherbrum III
- 1977 - Tentative d'hivernale au Cervin, arrêtée 50 m sous le sommet

### Filmographie
- L'Ultime Ascension d'Eliza Kubarska, Pologne et Suisse, 2024, 1 h 26[6]